# Славянска беседа (хотел в София)
 Тази статия е за хотела.  За читалището вижте Народно читалище „Славянска беседа – 1880“.  
Хотел „Славянска беседа“ е тризвезден хотел в София, един от първите, построени в столицата. Изграден е през 1935 г. от Георги Киселинчев. Намира се в центъра на столицата, на ъгъла на улиците „Г. С. Раковски“ и „Славянска“. Разполага с над 90 стаи, всяка със собствена баня и тоалетна, хладилен минибар и Wi-Fi. Луксозните стаи имат вани, балкони, климатици и други допълнителни удобства.
Преди Деветосептемврийския преврат в хотела се провеждат срещи на представители на различни разузнавателни служби на Балканите, често присъстват офицери от Гестапо. На 10 септември 1944 година в хотела се настанява новосформирания щаб на Народната милиция в София, оглавяван от Тодор Живков, който играе активна роля в започнатия от комунистите масов терор. Там се докарват за разследване арестуваните министри, депутати, полицаи, държавни служители, общественици, интелектуалци и политици, като част от тях са ликвидирани на място. През 1949 г. в хотел Славянска беседа завършва земния си път българската писателка и общественичка Ана Карима.
При гостуванията си в България, Дина Шнайдерман винаги отсяда в хотел „Славянска беседа“.
След Деветосептемврийския преврат хотелът е национализиран и до 1992 г. е държавна собственост. На 1 април 1992 г. е върнат на наследниците на собствениците.